# Xeiene (llengua)
El xeiene (Tsėhesenėstsestotse o en pronúncia simplificada, Tsisinstsistots) és una llengua ameríndia parlada pels xeiene, en el que avui és Montana i Oklahoma als Estats Units. Forma part de la família de les llengües algonquines. Igual que totes les llengües algonquines, té una complexa morfologia aglutinant.

## Classificació
El xeiene és una de les llengües algonquines, que és una subcategoria de les llengües àlgiques. En concret, és una llengua algonquina de les planes. No obstant això, les llengües de les planes, que també inclouen l'arapaho i el siksikà, són una àrea lingüística més que un subgrup genètic.

## Distribució geogràfica

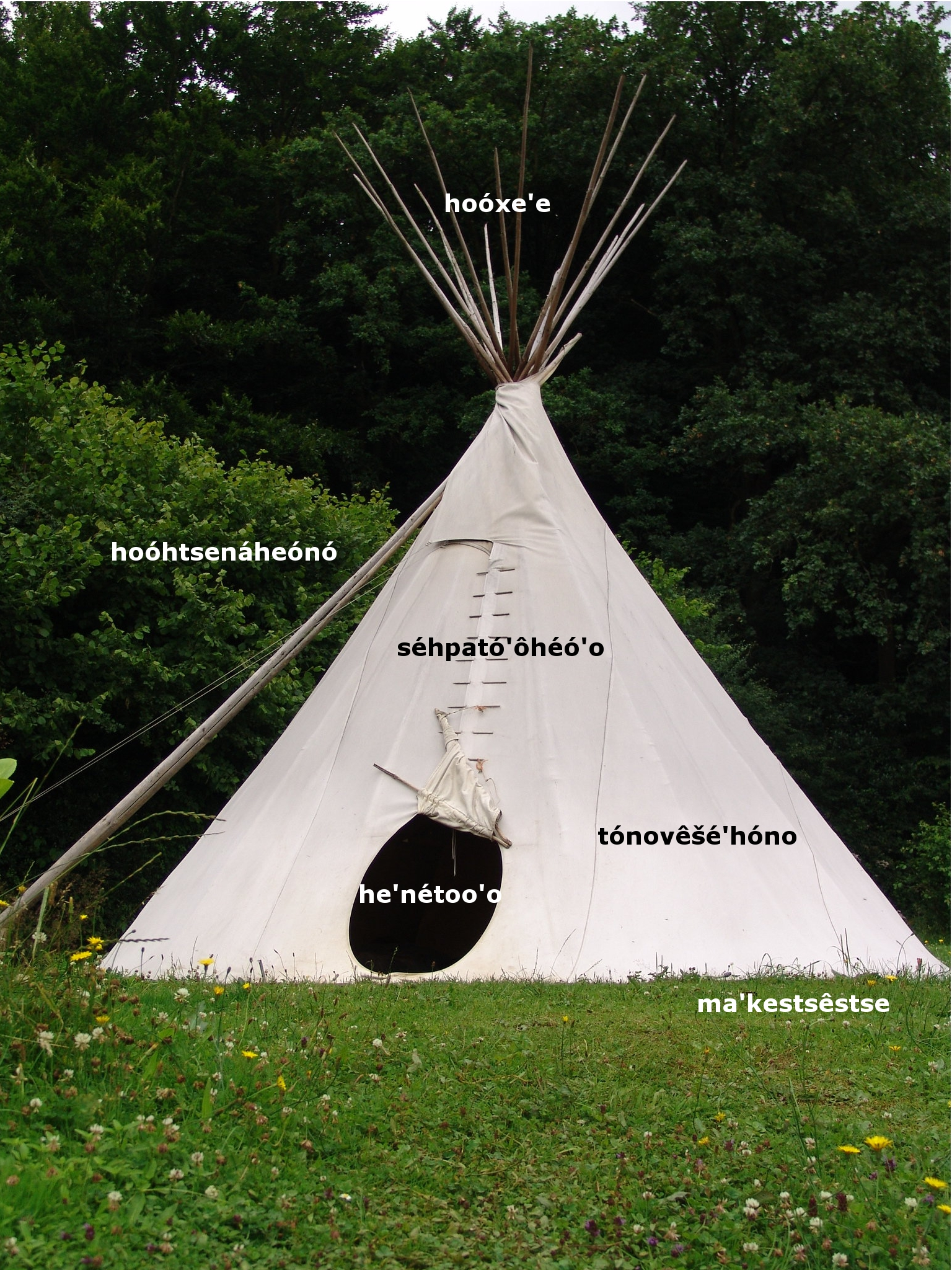
Parts d'un tipi en xeiene

El xeiene es parla a la Reserva Índia Septentrional Xeiene de Montana i a Oklahoma. A la Reserva Índia Septentrional de Xeiene, el març de 2013 hi havia aproximadament 10.050 inscrits com a membres de la tribu, dels quals uns 4.939 residien a la reserva; poc més d'un quart de la població de cinc anys o més vells parlaven una llengua diferent de l'anglès.
La llengua xeiene és considerada "definitivament en perill" a Montana, i "en perill crític" a Oklahoma per la UNESCO. Les classes en xeiene estan disponibles al Chief Dull Knife College de Lame Deer (Montana), a la Universitat del Sud-oest de l'Estat d'Oklahoma, i a la Watonga High School, a Watonga (Oklahoma),

## Fonologia
La fonologia xeiene és relativament senzilla. Mentre registra només tres vocals bàsiques, cadascuna es pot pronunciar de tres maneres diferents: accent tonal alt (e.g. á), accent tonal baix (e.g. a), i sorda (e.g. ė). Els accents tonals alt i baix són fonèmics, mentre que l'ensordiment de la vocal està predeterminat per l'ambient que l'envolta, de manera que les vocals sordes són al·lòfons de les sonores. El fonema /h/ és percebut com a [s] en l'ambient entre /e/ i /t/ (h > s / e _ t). /h/ és percebut com a [ʃ] entre [e] i [k] (h > ʃ / e _ k) i.e. /nahtóna/ nȧhtona foraster, /nehtóna/ nėstona la teva filla, /hehke/ heške la seva mare (d'ell). El dígraf ‘ts' es representa assibilat /t/; una regla fonològica del xeiene és que la /t/ subjacent esdevé africada davant una /e/ (t > ts/_e). Per tant, ‘ts' no és un fonema separat, sinó un al·lòfon de /t/. El so [x] no és un fonema, sinó que es deriva d'altres fonemes, incloent /ʃ/ (quan /ʃ/ precedeix o segueix una vocal no frontal, /a/ o /o/), i el morfema de temps passat /h/, que es pronuncia [x] quan precedeix un morfema que comença amb /h/.
|          | Anteriors | Centrals | Posteriors |
| -------- | --------- | -------- | ---------- |
| Mitjanes | i         |          | o          |
| Altes    |           | a        |            |
|            | Bilabials | Dentals | Post alveolars | Velars | Glotals |
| ---------- | --------- | ------- | -------------- | ------ | ------- |
| Oclusives  | p         | t       |                | k      | ʔ       |
| Fricatives | v         | s       | ʃ              | (x)    | h       |
| Nasals     | m         | n       |                |        |         |
L'ortografia xeiene de 14 lletres no és ni un sistema fonètic pur ni una transcripció fonètica; sinó que és, segons diu el lingüista Wayne Leman, una "pronunciació ortogràfica". En altres paraules, és un sistema pràctic de lletrejar dissenyat per facilitar la pronunciació apropiada. Algunes variants al·lofòniques, com ara les vocals sordes, són transcrites. <e> no representa el fonema /e/, sinó que usualment es pronuncia com una [ɪ] fonètica i de vegades varia a [ɛ]. <š>representa el so /ʃ/.

## Gramàtica
La llengua xeiene representa les persones que participen en una oració no amb pronoms separats sinó amb afixos del verb. El seu sistema pronominal usa les distincions algonquines: 3 persones gramaticals (1a, 2a, 3a) més la 3a obviativa (3 '); 2  nombres (singular i plural); animació (animat i inanimat); i inclusivitat (primera persona plural inclusiva i exclusiva). La 3 'persona (obviativa) és una 3a persona "fora de focus": quan hi ha dos o més terceres persones a una oració i alguna d'elles en deixar d'estar present o deixar de ser notòria arriba a ser obviativa. Si l'entitat obviativa és un substantiu animat serà marcat amb un sufix obviatiu, habitualment -o or -óho'. Els verbs registren la presència de participants obviatius tant si estan presents com a com substantius com si no.

### Afixos pronominals
Hi ha tres prefixos pronominals bàsics en xeiene:
ná- Primera persona

né- Segona persona

é- Tercera persona
Aquests tres prefixos bàsics poden presentar-se combinats amb diversos sufixos per expressar totes les diferenciacions pronominals d'aquesta llengua. Per exemple, el prefix nà- pot ser combinat en un verb amb el sufix -me per expressar la primera persona del plural exclusiva ("nosaltres, no incloent-te a tu"), com amb nátahpetame, "nosaltres.EXCLsom grans"

## Desenvolupament històric
Tal com la resta de les llengües algonquines, el xeiene deriva d'un ancestre reconstruït anomenat proto-algonquí (sovint abreujat com a "PA").
Alguns mots xeiene amb reconstrucció coneguda des del proto-algoquí són:
- hetane (PA *erenyiwa, "home")
- hē'e (PA **eθkwe·wa, "dona")
- ma'heo'o ("Esperit Sagrat, Déu")
- ame (PA *pemyi, "greix")
- he'e (PA *weθkweni, "el seu fetge")
- matana (PA *meθenyi, "llet")

El canvi en el so des del proto-algonquí al xeiene és complex, com es pot observar en la paraula erenyiwa (proto-algonquí) que significa "home", fins a la moderna hetane (xeiene).
- Primer el sufix PA -wa desapareix (*erenyi)
- La seqüència vocal geminada -yi- se simplifica a /i/ (semivocals eren fonèmicament vocals a PA i quan apareixen abans que una altra vocal arriben a ser no sil·làbiques (*ereni)
- PA */r/ canvia a /t/ (*eteni)
- /h/ és afegida abans de la vocal inicial de la paraula (*heteni)
- A causa d'un canvi en la cadena vocàlica, en la paraula les vocals es trastoquen com a /e/, /a/ i /e/ (PA */e/ correspon de vegades en xeiene a la /e/ i de vegades la /a/; no obstant això, PA */i/ correspon gairebé sempre a la /e/ xeiene) (hetane)